# 파파 위니
파파 위니(Papa Winnie, 본명: 윈스턴 칼라일 피터스(Winston Carlisle Peters), 1955년 3월 7일~ )는 세인트빈센트 그레나딘 국적의 레게 가수로, 카리브 제도에서 맹활약을 하고 있다. 한국에서는 영화 및 드라마, 광고 등의 각종 음악을 통해 널리 소개되었다.

## 주요 히트곡
- I Can't Stop Loving You (본래 레이 찰스 노래를 리메이크한 것으로 추정)
- You Are My Sunshine
- Korean Love Affair (김건모의 핑계를 리메이크한 노래로 알려짐)